# Jelena Nemanjić Šubić
Jelena Šubić (srbsko Јелена Шубић, Jelena Šubić) ali Jelena Nemanjić Šubić (srbsko Јелена Немањић Шубић, Jelena Nemanjić Šubić) je bila hčerka srbskega vladarja Stefana Uroša III. Dečanskega in polsestra Stefana Dušana. Poročena je bila s hrvaškim mogotcem  Mladenom III. Šubićem, knezom Bribirja iz družine Šubić. Vladala sta iz trdnjave Klis v Dalmaciji. Po smrti Mladena III. Šubića je vladala kot vdova v Skradinu in Klisu.

## Samostan Krka
Srbski pravoslavni samostan Krka je prvič omenjen leta 1345 kot nadarbina kneginje Jelene.

## Klis in Skradin
Po smrti kneza Mladena III. leta 1348 je v Klisu in Skradinu vladala Jelena v imenu njunega sina Mladena IV. Po letu 1351 je imela veliko nasprotnikov. Prva naspotnica je bila Katarina Dandolo iz Benetk, žena Pavla III., druga pa Jelena Šubić, mati bosanskega bana Tvrtka I. Tvrtkovo mater je odkrito podpiral ogrski kralj Ludvik I., čeprav je obe mesti želel imeti zase.
Leta 1355 ji je Beneška republika poslala podudbo za odlup obeh mest, ki jo je Jelena zavrnila. Ker obeh mest ni mogla obraniti pred številnimi nasprotniki, je na pomoč prosila brata, srbskega carja Stefana Dušana. Dušan je v Klis poslal Palmana, v Skradin pa Đuraša Ilijića. Obe mesti sta se kasneje vdali, ker se meščani niso bili pripravljeni odločno boriti. Đuraš je prepustil Skradin Benečanom po Dušanovi smrti 20. decembra 1355, ker ga ni mogel obraniti pred beneškim ladjevjem, namenjenim v  Konstantinopel. Palman je kmalu zatem brez odpora Klis predal Madžarom. Palman je Jeleno odpeljal domov, Mladen IV. pa je ostal v Klisu kot politični talec.